# صابونی (سرده)
صابونی، غاسول (نام علمی: Saponaria) نام یک سرده از تیره میخکیان است.